# Étoile de Bessèges 2022
Étoile de Bessèges 2022 – 52. edycja wyścigu kolarskiego Étoile de Bessèges, która odbyła się w dniach od 2 do 6 lutego 2022 na liczącej ponad 628 kilometrów trasie składającej się z 5 etapów i biegnącej z Bellegarde do Alès. Impreza kategorii 2.1 należała do cyklu UCI Europe Tour 2022.

## Etapy
| Etap | Data  | Start – Meta                             | type                       | Dystans (km) | Suma wzniesień (m) | Zwycięzca etapu            | Lider           |
| ---- | ----- | ---------------------------------------- | -------------------------- | ------------ | ------------------ | -------------------------- | --------------- |
| 1    | 2 lut | Bellegarde – Bellegarde                  | płaski                     | 160,86       | 538 m              | Mads Pedersen              | Mads Pedersen   |
| 2    | 3 lut | Saint-Christol-lès-Alès – Rousson        | pagórkowaty                | 156,21       | 1702 m             | Bryan Coquard              | Mads Pedersen   |
| 3    | 4 lut | Bessèges – Bessèges                      | pagórkowaty                | 155,65       | 2051 m             | Benjamin Thomas            | Benjamin Thomas |
| 4    | 5 lut | Saint-Hilaire-de-Brethmas – Mont Bouquet | pagórkowaty                | 145,41       | 1817 m             | Tobias Halland Johannessen | Benjamin Thomas |
| 5    | 6 lut | Alès – Alès                              | jazda indywidualna na czas | 10,63        | 171 m              | Filippo Ganna              | Benjamin Thomas |

## Uczestnicy

### Drużyny
| WorldTeams (9)- AG2R Citroën Team - Groupama-FDJ - Cofidis - UAE Team Emirates - Ineos Grenadiers - Israel-Premier Tech - Trek-Segafredo - Intermarché-Wanty-Gobert Matériaux - EF Education-EasyPost ProTeams (9)- B&B Hotels-KTM - Alpecin-Fenix - Arkéa-Samsic - TotalEnergies - Sport Vlaanderen-Baloise - Uno-X Pro Cycling Team - Bardiani CSF Faizanè - Equipo Kern Pharma - Bingoal Pauwels Sauces WB Continental teams (3)- Saint Michel-Auber 93 - Go Sport-Roubaix Lille Métropole - UC Nantes Atlantique |
| |

### Lista startowa
| Ineos Grenadiers IGD | Ineos Grenadiers IGD   | Ineos Grenadiers IGD |
| -------------------- | ---------------------- | -------------------- |
| Nr                   | Kolarz                 | Miejsce              |
| 1                    | Magnus Sheffield (USA) | 31.                  |
| 2                    | Richard Carapaz (ECU)  | DNS-5                |
| 3                    | Laurens De Plus (BEL)  | 110.                 |
| 4                    | Filippo Ganna (ITA)    | 85.                  |
| 5                    | Edward Dunbar (IRL)    | 91.                  |
| 6                    | Kim Heiduk (GER)       | 114.                 |
| 7                    | Ben Tulett (GBR)       | 111.                 |

| AG2R Citroën Team ACT | AG2R Citroën Team ACT     | AG2R Citroën Team ACT |
| --------------------- | ------------------------- | --------------------- |
| Nr                    | Kolarz                    | Miejsce               |
| 11                    | Greg Van Avermaet (BEL)   | 27.                   |
| 12                    | Mikaël Cherel (FRA)       | 67.                   |
| 13                    | Lilian Calmejane (FRA)    | 14.                   |
| 14                    | Clément Champoussin (FRA) | 40.                   |
| 15                    | Larry Warbasse (USA)      | 20.                   |
| 16                    | Paul Lapeira (FRA)        | 26.                   |
| 17                    | Antoine Raugel (FRA)      | 48.                   |

| Trek-Segafredo TFS | Trek-Segafredo TFS      | Trek-Segafredo TFS |
| ------------------ | ----------------------- | ------------------ |
| Nr                 | Kolarz                  | Miejsce            |
| 21                 | Tony Gallopin (FRA)     | 78.                |
| 22                 | Toms Skujiņš (LAT)      | 9.                 |
| 23                 | Alex Kirsch (LUX)       | 90.                |
| 24                 | Bauke Mollema (NED)     | 50.                |
| 25                 | Antonio Tiberi (ITA)    | 44.                |
| 26                 | Mads Pedersen (DEN)     | 37.                |
| 27                 | Filippo Baroncini (ITA) | 92.                |

| UAE Team Emirates UAD | UAE Team Emirates UAD      | UAE Team Emirates UAD |
| --------------------- | -------------------------- | --------------------- |
| Nr                    | Kolarz                     | Miejsce               |
| 31                    | Pascal Ackermann (GER)     | 118.                  |
| 32                    | Alexys Brunel (FRA)        | 94.                   |
| 33                    | Alessandro Covi (ITA)      | 36.                   |
| 34                    | Vegard Stake Laengen (NOR) | DNF-3                 |
| 35                    | Ivo Oliveira (POR)         | 122.                  |
| 36                    | Joël Suter (SUI)           | 103.                  |
| 37                    | Diego Ulissi (ITA)         | 6.                    |

| Groupama-FDJ GFC | Groupama-FDJ GFC            | Groupama-FDJ GFC |
| ---------------- | --------------------------- | ---------------- |
| Nr               | Kolarz                      | Miejsce          |
| 41               | Thibaut Pinot (FRA)         | 11.              |
| 42               | Bruno Armirail (FRA)        | 84.              |
| 43               | Antoine Duchesne (CAN)      | 43.              |
| 44               | Matthieu Ladagnous (FRA)    | 47.              |
| 45               | Tobias Ludvigsson (SWE)     | 45.              |
| 46               | Sébastien Reichenbach (SUI) | 13.              |
| 47               | Quentin Pacher (FRA)        | 10.              |

| Intermarché-Wanty-Gobert Matériaux IWG | Intermarché-Wanty-Gobert Matériaux IWG | Intermarché-Wanty-Gobert Matériaux IWG |
| -------------------------------------- | -------------------------------------- | -------------------------------------- |
| Nr                                     | Kolarz                                 | Miejsce                                |
| 51                                     | Aimé De Gendt (BEL)                    | 64.                                    |
| 52                                     | Théo Delacroix (FRA)                   | 75.                                    |
| 53                                     | Julius Johansen (DEN)                  | DNS-4                                  |
| 54                                     | Simone Petilli (ITA)                   | 62.                                    |
| 55                                     | Gerben Thijssen (BEL)                  | 100.                                   |
| 56                                     | Boy van Poppel (NED)                   | 106.                                   |
| 57                                     | Georg Zimmermann (GER)                 | 73.                                    |

| EF Education-EasyPost EFE | EF Education-EasyPost EFE | EF Education-EasyPost EFE |
| ------------------------- | ------------------------- | ------------------------- |
| Nr                        | Kolarz                    | Miejsce                   |
| 61                        | Alberto Bettiol (ITA)     | 2.                        |
| 62                        | Owain Doull (GBR)         | 77.                       |
| 63                        | Jens Keukeleire (BEL)     | 66.                       |
| 64                        | Magnus Cort Nielsen (DEN) | 96.                       |
| 65                        | Thomas Scully (NZL)       | 116.                      |
| 66                        | Michael Valgren (DEN)     | 60.                       |
| 67                        | Łukasz Wiśniowski (POL)   | 89.                       |

| Cofidis COF | Cofidis COF              | Cofidis COF |
| ----------- | ------------------------ | ----------- |
| Nr          | Kolarz                   | Miejsce     |
| 71          | Bryan Coquard (FRA)      | 17.         |
| 72          | Jesús Herrada (ESP)      | 15.         |
| 73          | Alexandre Delettre (FRA) | 68.         |
| 74          | José Herrada (ESP)       | 76.         |
| 75          | Rémy Rochas (FRA)        | 49.         |
| 76          | Benjamin Thomas (FRA)    | 1.          |
| 77          | Piet Allegaert (BEL)     | 63.         |

| Israel-Premier Tech IPT | Israel-Premier Tech IPT | Israel-Premier Tech IPT |
| ----------------------- | ----------------------- | ----------------------- |
| Nr                      | Kolarz                  | Miejsce                 |
| 81                      | Guillaume Boivin (CAN)  | DNF-1                   |
| 82                      | Itamar Einhorn (ISR)    | DNF-3                   |
| 83                      | Hugo Houle (CAN)        | 12.                     |
| 84                      | Daryl Impey (RSA)       | 70.                     |
| 85                      | Taj Jones (AUS)         | 123.                    |
| 86                      | Gaj Sagiw (ISR)         | 95.                     |
| 87                      | Corbin Strong (NZL)     | 33.                     |

| B&B Hotels-KTM BBK | B&B Hotels-KTM BBK          | B&B Hotels-KTM BBK |
| ------------------ | --------------------------- | ------------------ |
| Nr                 | Kolarz                      | Miejsce            |
| 91                 | Raphaël Parisella (CAN)     | 104.               |
| 92                 | Thibault Ferasse (FRA)      | 38.                |
| 93                 | Alexis Gougeard (FRA)       | 102.               |
| 94                 | Miguel Heidemann (GER)      | 86.                |
| 95                 | Quentin Jauregui (FRA)      | 34.                |
| 96                 | Victor Koretzky (FRA)       | 42.                |
| 97                 | Sebastian Schönberger (AUT) | 32.                |

| Alpecin-Fenix AFC | Alpecin-Fenix AFC              | Alpecin-Fenix AFC |
| ----------------- | ------------------------------ | ----------------- |
| Nr                | Kolarz                         | Miejsce           |
| 101               | Dries De Bondt (BEL)           | 115.              |
| 102               | Julien Vermote (BEL)           | DNF-4             |
| 103               | Jay Vine (AUS)                 | 83.               |
| 104               | Guillaume Van Keirsbulck (BEL) | 82.               |
| 105               | Kristian Sbaragli (ITA)        | 80.               |
| 106               | Samuel Gaze (NZL)              | 46.               |
| 107               | Ayco Bastiaens (BEL)           | 87.               |

| TotalEnergies TEN | TotalEnergies TEN          | TotalEnergies TEN |
| ----------------- | -------------------------- | ----------------- |
| Nr                | Kolarz                     | Miejsce           |
| 111               | Edvald Boasson Hagen (NOR) | 16.               |
| 112               | Mathieu Burgaudeau (FRA)   | 5.                |
| 113               | Jérémy Cabot (FRA)         | 56.               |
| 114               | Fabien Doubey (FRA)        | 18.               |
| 115               | Pierre Latour (FRA)        | 4.                |
| 116               | Christopher Lawless (GBR)  | 120.              |
| 117               | Geoffrey Soupe (FRA)       | 52.               |

| Sport Vlaanderen-Baloise SVB | Sport Vlaanderen-Baloise SVB | Sport Vlaanderen-Baloise SVB |
| ---------------------------- | ---------------------------- | ---------------------------- |
| Nr                           | Kolarz                       | Miejsce                      |
| 121                          | Lindsay De Vylder (BEL)      | 35.                          |
| 122                          | Alex Colman (BEL)            | DNF-3                        |
| 123                          | Arne Marit (BEL)             | 41.                          |
| 124                          | Jens Reynders (BEL)          | 79.                          |
| 125                          | Aaron Van Poucke (BEL)       | DNS-3                        |
| 126                          | Kenneth Van Rooy (BEL)       | DNS-3                        |
| 127                          | Ward Vanhoof (BEL)           | 54.                          |

| Arkéa-Samsic ARK | Arkéa-Samsic ARK         | Arkéa-Samsic ARK |
| ---------------- | ------------------------ | ---------------- |
| Nr               | Kolarz                   | Miejsce          |
| 131              | Thibault Guernalec (FRA) | 8.               |
| 132              | Hugo Hofstetter (FRA)    | 51.              |
| 133              | Matis Louvel (FRA)       | 29.              |
| 134              | Alan Riou (FRA)          | 72.              |
| 135              | Alessandro Verre (ITA)   | 58.              |
| 136              | Clément Russo (FRA)      | 57.              |
| 137              | Connor Swift (GBR)       | 7.               |

| Uno-X Pro Cycling Team UXT | Uno-X Pro Cycling Team UXT       | Uno-X Pro Cycling Team UXT |
| -------------------------- | -------------------------------- | -------------------------- |
| Nr                         | Kolarz                           | Miejsce                    |
| 141                        | Rasmus Tiller (NOR)              | 65.                        |
| 142                        | Anders Skaarseth (NOR)           | 59.                        |
| 143                        | Kristoffer Halvorsen (NOR)       | 88.                        |
| 144                        | Morten Hulgaard (DEN)            | 101.                       |
| 145                        | Erik Nordsæter Resell (NOR)      | 53.                        |
| 146                        | Tobias Halland Johannessen (NOR) | 3.                         |
| 147                        | Jonas Gregaard (DEN)             | DNS-4                      |

| Equipo Kern Pharma EKP | Equipo Kern Pharma EKP     | Equipo Kern Pharma EKP |
| ---------------------- | -------------------------- | ---------------------- |
| Nr                     | Kolarz                     | Miejsce                |
| 151                    | Francisco Galván (ESP)     | 24.                    |
| 152                    | Martí Márquez (ESP)        | 109.                   |
| 153                    | Danny van der Tuuk (NED)   | 61.                    |
| 154                    | Daniel Méndez Noreña (COL) | 30.                    |
| 155                    | Ibon Ruiz (ESP)            | 81.                    |
| 156                    | Eugenio Sánchez (ESP)      | 55.                    |
| 157                    | Pau Miquel (ESP)           | 22.                    |

| Bingoal Pauwels Sauces WB BWB | Bingoal Pauwels Sauces WB BWB | Bingoal Pauwels Sauces WB BWB |
| ----------------------------- | ----------------------------- | ----------------------------- |
| Nr                            | Kolarz                        | Miejsce                       |
| 161                           | Louis Blouwe (BEL)            | DNS-5                         |
| 162                           | Ceriel Desal (BEL)            | DNS-4                         |
| 163                           | Rémy Mertz (BEL)              | 21.                           |
| 164                           | Milan Menten (BEL)            | DNS-5                         |
| 165                           | Tom Paquot (BEL)              | 117.                          |
| 166                           | Karl Patrick Lauk (EST)       | 108.                          |
| 167                           | Luc Wirtgen (LUX)             | 23.                           |

| Bardiani CSF Faizanè BCF | Bardiani CSF Faizanè BCF     | Bardiani CSF Faizanè BCF |
| ------------------------ | ---------------------------- | ------------------------ |
| Nr                       | Kolarz                       | Miejsce                  |
| 171                      | Enrico Battaglin (ITA)       | DNS-3                    |
| 172                      | Luca Colnaghi (ITA)          | OTL-5                    |
| 173                      | Filippo Fiorelli (ITA)       | DNF-3                    |
| 174                      | Fabio Mazzucco (ITA)         | OTL-5                    |
| 175                      | Sacha Modolo (ITA)           | DNS-3                    |
| 176                      | Alessandro Santaromita (ITA) | OTL-5                    |
| 177                      | Samuele Zoccarato (ITA)      | 19.                      |

| Saint Michel-Auber 93 AUB | Saint Michel-Auber 93 AUB  | Saint Michel-Auber 93 AUB |
| ------------------------- | -------------------------- | ------------------------- |
| Nr                        | Kolarz                     | Miejsce                   |
| 181                       | Romain Cardis (FRA)        | DNF-1                     |
| 182                       | Tony Hurel (FRA)           | 112.                      |
| 183                       | Nicolas Debeaumarché (FRA) | 28.                       |
| 184                       | Anthony Maldonado (FRA)    | OTL-5                     |
| 185                       | Yoann Paillot (FRA)        | 69.                       |
| 186                       | Flavien Maurelet (FRA)     | OTL-5                     |
| 187                       | Morne van Niekerk (RSA)    | 98.                       |

| Go Sport-Roubaix Lille Métropole GRL | Go Sport-Roubaix Lille Métropole GRL | Go Sport-Roubaix Lille Métropole GRL |
| ------------------------------------ | ------------------------------------ | ------------------------------------ |
| Nr                                   | Kolarz                               | Miejsce                              |
| 191                                  | Thomas Boudat (FRA)                  | 99.                                  |
| 192                                  | Clément Carisey (FRA)                | 97.                                  |
| 193                                  | Thomas Denis (FRA)                   | 121.                                 |
| 194                                  | Samuel Leroux (FRA)                  | 105.                                 |
| 195                                  | Evaldas Šiškevicius (LTU)            | 93.                                  |
| 196                                  | Norman Vahtra (EST)                  | 119.                                 |
| 197                                  | Maxime Jarnet (FRA)                  | 39.                                  |

| Team U Nantes Atlantique 194 | Team U Nantes Atlantique 194 | Team U Nantes Atlantique 194 |
| ---------------------------- | ---------------------------- | ---------------------------- |
| Nr                           | Kolarz                       | Miejsce                      |
| 201                          | Louis Barré (FRA)            | 25.                          |
| 202                          | Yaël Joalland (FRA)          | DNF-4                        |
| 203                          | Maël Guégan (FRA)            | 74.                          |
| 204                          | Jordan Jegat (FRA)           | DNF-3                        |
| 205                          | Mathias Le Turnier (FRA)     | 113.                         |
| 206                          | Emmanuel Morin (FRA)         | 71.                          |
| 207                          | Tom Paquet (LUX)             | 107.                         |

| Ineos Grenadiers IGD | Ineos Grenadiers IGD   | Ineos Grenadiers IGD |
| -------------------- | ---------------------- | -------------------- |
| Nr                   | Kolarz                 | Miejsce              |
| 1                    | Magnus Sheffield (USA) | 31.                  |
| 2                    | Richard Carapaz (ECU)  | DNS-5                |
| 3                    | Laurens De Plus (BEL)  | 110.                 |
| 4                    | Filippo Ganna (ITA)    | 85.                  |
| 5                    | Edward Dunbar (IRL)    | 91.                  |
| 6                    | Kim Heiduk (GER)       | 114.                 |
| 7                    | Ben Tulett (GBR)       | 111.                 |

| AG2R Citroën Team ACT | AG2R Citroën Team ACT     | AG2R Citroën Team ACT |
| --------------------- | ------------------------- | --------------------- |
| Nr                    | Kolarz                    | Miejsce               |
| 11                    | Greg Van Avermaet (BEL)   | 27.                   |
| 12                    | Mikaël Cherel (FRA)       | 67.                   |
| 13                    | Lilian Calmejane (FRA)    | 14.                   |
| 14                    | Clément Champoussin (FRA) | 40.                   |
| 15                    | Larry Warbasse (USA)      | 20.                   |
| 16                    | Paul Lapeira (FRA)        | 26.                   |
| 17                    | Antoine Raugel (FRA)      | 48.                   |

| Trek-Segafredo TFS | Trek-Segafredo TFS      | Trek-Segafredo TFS |
| ------------------ | ----------------------- | ------------------ |
| Nr                 | Kolarz                  | Miejsce            |
| 21                 | Tony Gallopin (FRA)     | 78.                |
| 22                 | Toms Skujiņš (LAT)      | 9.                 |
| 23                 | Alex Kirsch (LUX)       | 90.                |
| 24                 | Bauke Mollema (NED)     | 50.                |
| 25                 | Antonio Tiberi (ITA)    | 44.                |
| 26                 | Mads Pedersen (DEN)     | 37.                |
| 27                 | Filippo Baroncini (ITA) | 92.                |

| UAE Team Emirates UAD | UAE Team Emirates UAD      | UAE Team Emirates UAD |
| --------------------- | -------------------------- | --------------------- |
| Nr                    | Kolarz                     | Miejsce               |
| 31                    | Pascal Ackermann (GER)     | 118.                  |
| 32                    | Alexys Brunel (FRA)        | 94.                   |
| 33                    | Alessandro Covi (ITA)      | 36.                   |
| 34                    | Vegard Stake Laengen (NOR) | DNF-3                 |
| 35                    | Ivo Oliveira (POR)         | 122.                  |
| 36                    | Joël Suter (SUI)           | 103.                  |
| 37                    | Diego Ulissi (ITA)         | 6.                    |

| Groupama-FDJ GFC | Groupama-FDJ GFC            | Groupama-FDJ GFC |
| ---------------- | --------------------------- | ---------------- |
| Nr               | Kolarz                      | Miejsce          |
| 41               | Thibaut Pinot (FRA)         | 11.              |
| 42               | Bruno Armirail (FRA)        | 84.              |
| 43               | Antoine Duchesne (CAN)      | 43.              |
| 44               | Matthieu Ladagnous (FRA)    | 47.              |
| 45               | Tobias Ludvigsson (SWE)     | 45.              |
| 46               | Sébastien Reichenbach (SUI) | 13.              |
| 47               | Quentin Pacher (FRA)        | 10.              |

| Intermarché-Wanty-Gobert Matériaux IWG | Intermarché-Wanty-Gobert Matériaux IWG | Intermarché-Wanty-Gobert Matériaux IWG |
| -------------------------------------- | -------------------------------------- | -------------------------------------- |
| Nr                                     | Kolarz                                 | Miejsce                                |
| 51                                     | Aimé De Gendt (BEL)                    | 64.                                    |
| 52                                     | Théo Delacroix (FRA)                   | 75.                                    |
| 53                                     | Julius Johansen (DEN)                  | DNS-4                                  |
| 54                                     | Simone Petilli (ITA)                   | 62.                                    |
| 55                                     | Gerben Thijssen (BEL)                  | 100.                                   |
| 56                                     | Boy van Poppel (NED)                   | 106.                                   |
| 57                                     | Georg Zimmermann (GER)                 | 73.                                    |

| EF Education-EasyPost EFE | EF Education-EasyPost EFE | EF Education-EasyPost EFE |
| ------------------------- | ------------------------- | ------------------------- |
| Nr                        | Kolarz                    | Miejsce                   |
| 61                        | Alberto Bettiol (ITA)     | 2.                        |
| 62                        | Owain Doull (GBR)         | 77.                       |
| 63                        | Jens Keukeleire (BEL)     | 66.                       |
| 64                        | Magnus Cort Nielsen (DEN) | 96.                       |
| 65                        | Thomas Scully (NZL)       | 116.                      |
| 66                        | Michael Valgren (DEN)     | 60.                       |
| 67                        | Łukasz Wiśniowski (POL)   | 89.                       |

| Cofidis COF | Cofidis COF              | Cofidis COF |
| ----------- | ------------------------ | ----------- |
| Nr          | Kolarz                   | Miejsce     |
| 71          | Bryan Coquard (FRA)      | 17.         |
| 72          | Jesús Herrada (ESP)      | 15.         |
| 73          | Alexandre Delettre (FRA) | 68.         |
| 74          | José Herrada (ESP)       | 76.         |
| 75          | Rémy Rochas (FRA)        | 49.         |
| 76          | Benjamin Thomas (FRA)    | 1.          |
| 77          | Piet Allegaert (BEL)     | 63.         |

| Israel-Premier Tech IPT | Israel-Premier Tech IPT | Israel-Premier Tech IPT |
| ----------------------- | ----------------------- | ----------------------- |
| Nr                      | Kolarz                  | Miejsce                 |
| 81                      | Guillaume Boivin (CAN)  | DNF-1                   |
| 82                      | Itamar Einhorn (ISR)    | DNF-3                   |
| 83                      | Hugo Houle (CAN)        | 12.                     |
| 84                      | Daryl Impey (RSA)       | 70.                     |
| 85                      | Taj Jones (AUS)         | 123.                    |
| 86                      | Gaj Sagiw (ISR)         | 95.                     |
| 87                      | Corbin Strong (NZL)     | 33.                     |

| B&B Hotels-KTM BBK | B&B Hotels-KTM BBK          | B&B Hotels-KTM BBK |
| ------------------ | --------------------------- | ------------------ |
| Nr                 | Kolarz                      | Miejsce            |
| 91                 | Raphaël Parisella (CAN)     | 104.               |
| 92                 | Thibault Ferasse (FRA)      | 38.                |
| 93                 | Alexis Gougeard (FRA)       | 102.               |
| 94                 | Miguel Heidemann (GER)      | 86.                |
| 95                 | Quentin Jauregui (FRA)      | 34.                |
| 96                 | Victor Koretzky (FRA)       | 42.                |
| 97                 | Sebastian Schönberger (AUT) | 32.                |

| Alpecin-Fenix AFC | Alpecin-Fenix AFC              | Alpecin-Fenix AFC |
| ----------------- | ------------------------------ | ----------------- |
| Nr                | Kolarz                         | Miejsce           |
| 101               | Dries De Bondt (BEL)           | 115.              |
| 102               | Julien Vermote (BEL)           | DNF-4             |
| 103               | Jay Vine (AUS)                 | 83.               |
| 104               | Guillaume Van Keirsbulck (BEL) | 82.               |
| 105               | Kristian Sbaragli (ITA)        | 80.               |
| 106               | Samuel Gaze (NZL)              | 46.               |
| 107               | Ayco Bastiaens (BEL)           | 87.               |

| TotalEnergies TEN | TotalEnergies TEN          | TotalEnergies TEN |
| ----------------- | -------------------------- | ----------------- |
| Nr                | Kolarz                     | Miejsce           |
| 111               | Edvald Boasson Hagen (NOR) | 16.               |
| 112               | Mathieu Burgaudeau (FRA)   | 5.                |
| 113               | Jérémy Cabot (FRA)         | 56.               |
| 114               | Fabien Doubey (FRA)        | 18.               |
| 115               | Pierre Latour (FRA)        | 4.                |
| 116               | Christopher Lawless (GBR)  | 120.              |
| 117               | Geoffrey Soupe (FRA)       | 52.               |

| Sport Vlaanderen-Baloise SVB | Sport Vlaanderen-Baloise SVB | Sport Vlaanderen-Baloise SVB |
| ---------------------------- | ---------------------------- | ---------------------------- |
| Nr                           | Kolarz                       | Miejsce                      |
| 121                          | Lindsay De Vylder (BEL)      | 35.                          |
| 122                          | Alex Colman (BEL)            | DNF-3                        |
| 123                          | Arne Marit (BEL)             | 41.                          |
| 124                          | Jens Reynders (BEL)          | 79.                          |
| 125                          | Aaron Van Poucke (BEL)       | DNS-3                        |
| 126                          | Kenneth Van Rooy (BEL)       | DNS-3                        |
| 127                          | Ward Vanhoof (BEL)           | 54.                          |

| Arkéa-Samsic ARK | Arkéa-Samsic ARK         | Arkéa-Samsic ARK |
| ---------------- | ------------------------ | ---------------- |
| Nr               | Kolarz                   | Miejsce          |
| 131              | Thibault Guernalec (FRA) | 8.               |
| 132              | Hugo Hofstetter (FRA)    | 51.              |
| 133              | Matis Louvel (FRA)       | 29.              |
| 134              | Alan Riou (FRA)          | 72.              |
| 135              | Alessandro Verre (ITA)   | 58.              |
| 136              | Clément Russo (FRA)      | 57.              |
| 137              | Connor Swift (GBR)       | 7.               |

| Uno-X Pro Cycling Team UXT | Uno-X Pro Cycling Team UXT       | Uno-X Pro Cycling Team UXT |
| -------------------------- | -------------------------------- | -------------------------- |
| Nr                         | Kolarz                           | Miejsce                    |
| 141                        | Rasmus Tiller (NOR)              | 65.                        |
| 142                        | Anders Skaarseth (NOR)           | 59.                        |
| 143                        | Kristoffer Halvorsen (NOR)       | 88.                        |
| 144                        | Morten Hulgaard (DEN)            | 101.                       |
| 145                        | Erik Nordsæter Resell (NOR)      | 53.                        |
| 146                        | Tobias Halland Johannessen (NOR) | 3.                         |
| 147                        | Jonas Gregaard (DEN)             | DNS-4                      |

| Equipo Kern Pharma EKP | Equipo Kern Pharma EKP     | Equipo Kern Pharma EKP |
| ---------------------- | -------------------------- | ---------------------- |
| Nr                     | Kolarz                     | Miejsce                |
| 151                    | Francisco Galván (ESP)     | 24.                    |
| 152                    | Martí Márquez (ESP)        | 109.                   |
| 153                    | Danny van der Tuuk (NED)   | 61.                    |
| 154                    | Daniel Méndez Noreña (COL) | 30.                    |
| 155                    | Ibon Ruiz (ESP)            | 81.                    |
| 156                    | Eugenio Sánchez (ESP)      | 55.                    |
| 157                    | Pau Miquel (ESP)           | 22.                    |

| Bingoal Pauwels Sauces WB BWB | Bingoal Pauwels Sauces WB BWB | Bingoal Pauwels Sauces WB BWB |
| ----------------------------- | ----------------------------- | ----------------------------- |
| Nr                            | Kolarz                        | Miejsce                       |
| 161                           | Louis Blouwe (BEL)            | DNS-5                         |
| 162                           | Ceriel Desal (BEL)            | DNS-4                         |
| 163                           | Rémy Mertz (BEL)              | 21.                           |
| 164                           | Milan Menten (BEL)            | DNS-5                         |
| 165                           | Tom Paquot (BEL)              | 117.                          |
| 166                           | Karl Patrick Lauk (EST)       | 108.                          |
| 167                           | Luc Wirtgen (LUX)             | 23.                           |

| Bardiani CSF Faizanè BCF | Bardiani CSF Faizanè BCF     | Bardiani CSF Faizanè BCF |
| ------------------------ | ---------------------------- | ------------------------ |
| Nr                       | Kolarz                       | Miejsce                  |
| 171                      | Enrico Battaglin (ITA)       | DNS-3                    |
| 172                      | Luca Colnaghi (ITA)          | OTL-5                    |
| 173                      | Filippo Fiorelli (ITA)       | DNF-3                    |
| 174                      | Fabio Mazzucco (ITA)         | OTL-5                    |
| 175                      | Sacha Modolo (ITA)           | DNS-3                    |
| 176                      | Alessandro Santaromita (ITA) | OTL-5                    |
| 177                      | Samuele Zoccarato (ITA)      | 19.                      |

| Saint Michel-Auber 93 AUB | Saint Michel-Auber 93 AUB  | Saint Michel-Auber 93 AUB |
| ------------------------- | -------------------------- | ------------------------- |
| Nr                        | Kolarz                     | Miejsce                   |
| 181                       | Romain Cardis (FRA)        | DNF-1                     |
| 182                       | Tony Hurel (FRA)           | 112.                      |
| 183                       | Nicolas Debeaumarché (FRA) | 28.                       |
| 184                       | Anthony Maldonado (FRA)    | OTL-5                     |
| 185                       | Yoann Paillot (FRA)        | 69.                       |
| 186                       | Flavien Maurelet (FRA)     | OTL-5                     |
| 187                       | Morne van Niekerk (RSA)    | 98.                       |

| Go Sport-Roubaix Lille Métropole GRL | Go Sport-Roubaix Lille Métropole GRL | Go Sport-Roubaix Lille Métropole GRL |
| ------------------------------------ | ------------------------------------ | ------------------------------------ |
| Nr                                   | Kolarz                               | Miejsce                              |
| 191                                  | Thomas Boudat (FRA)                  | 99.                                  |
| 192                                  | Clément Carisey (FRA)                | 97.                                  |
| 193                                  | Thomas Denis (FRA)                   | 121.                                 |
| 194                                  | Samuel Leroux (FRA)                  | 105.                                 |
| 195                                  | Evaldas Šiškevicius (LTU)            | 93.                                  |
| 196                                  | Norman Vahtra (EST)                  | 119.                                 |
| 197                                  | Maxime Jarnet (FRA)                  | 39.                                  |

| Team U Nantes Atlantique 194 | Team U Nantes Atlantique 194 | Team U Nantes Atlantique 194 |
| ---------------------------- | ---------------------------- | ---------------------------- |
| Nr                           | Kolarz                       | Miejsce                      |
| 201                          | Louis Barré (FRA)            | 25.                          |
| 202                          | Yaël Joalland (FRA)          | DNF-4                        |
| 203                          | Maël Guégan (FRA)            | 74.                          |
| 204                          | Jordan Jegat (FRA)           | DNF-3                        |
| 205                          | Mathias Le Turnier (FRA)     | 113.                         |
| 206                          | Emmanuel Morin (FRA)         | 71.                          |
| 207                          | Tom Paquet (LUX)             | 107.                         |

## Wyniki etapów

### Etap 1
| Bellegarde - Bellegarde | płaski | (160,86 km) |

| \| Klasyfikacja etapu \| Klasyfikacja etapu \| Klasyfikacja etapu \| Klasyfikacja etapu \| Klasyfikacja etapu \| \| Kolarz \| Kolarz \| Państwo \| Drużyna \| Czas \| \| ------------------ \| -------------------- \| ------------------ \| --------------------- \| ------------------ \| \| 1. \| Mads Pedersen \| Dania \| Trek-Segafredo \| 3h 32' 47" \| \| 2. \| Hugo Hofstetter \| Francja \| Arkéa-Samsic \| + 1" \| \| 3. \| Edvald Boasson Hagen \| Norwegia \| TotalEnergies \| + 1" \| \| 4. \| Alberto Bettiol \| Włochy \| EF Education-EasyPost \| + 1" \| \| 5. \| Mathieu Burgaudeau \| Francja \| TotalEnergies \| + 1" \| \| 6. \| Christopher Lawless \| Wielka Brytania \| TotalEnergies \| + 4" \| \| 7. \| Filippo Ganna \| Włochy \| Ineos Grenadiers \| + 7" \| \| 8. \| Benjamin Thomas \| Francja \| Cofidis \| + 7" \| \| 9. \| Greg Van Avermaet \| Belgia \| AG2R Citroën Team \| + 7" \| \| 10. \| Toms Skujiņš \| Łotwa \| Trek-Segafredo \| + 11" \| |                      |                 |                       |            |
| |                      |                 |                       |            |
| Źródło: ProCyclingStats |                      |                 |                       |            |
| Klasyfikacja etapu |                      |                 |                       |            |
| Kolarz | Kolarz               | Państwo         | Drużyna               | Czas       |
| 1. | Mads Pedersen        | Dania           | Trek-Segafredo        | 3h 32' 47" |
| 2. | Hugo Hofstetter      | Francja         | Arkéa-Samsic          | + 1"       |
| 3. | Edvald Boasson Hagen | Norwegia        | TotalEnergies         | + 1"       |
| 4. | Alberto Bettiol      | Włochy          | EF Education-EasyPost | + 1"       |
| 5. | Mathieu Burgaudeau   | Francja         | TotalEnergies         | + 1"       |
| 6. | Christopher Lawless  | Wielka Brytania | TotalEnergies         | + 4"       |
| 7. | Filippo Ganna        | Włochy          | Ineos Grenadiers      | + 7"       |
| 8. | Benjamin Thomas      | Francja         | Cofidis               | + 7"       |
| 9. | Greg Van Avermaet    | Belgia          | AG2R Citroën Team     | + 7"       |
| 10. | Toms Skujiņš         | Łotwa           | Trek-Segafredo        | + 11"      |

| \| Klasyfikacja generalna \| Klasyfikacja generalna \| Klasyfikacja generalna \| Klasyfikacja generalna \| Klasyfikacja generalna \| \| Kolarz \| Kolarz \| Państwo \| Drużyna \| Czas \| \| ---------------------- \| ---------------------- \| ---------------------- \| ---------------------- \| ---------------------- \| \| 1. \| Mads Pedersen \| Dania \| Trek-Segafredo \| 3h 32' 37" \| \| 2. \| Hugo Hofstetter \| Francja \| Arkéa-Samsic \| + 5" \| \| 3. \| Edvald Boasson Hagen \| Norwegia \| TotalEnergies \| + 7" \| \| 4. \| Alberto Bettiol \| Włochy \| EF Education-EasyPost \| + 11" \| \| 5. \| Mathieu Burgaudeau \| Francja \| TotalEnergies \| + 11" \| \| 6. \| Christopher Lawless \| Wielka Brytania \| TotalEnergies \| + 14" \| \| 7. \| Filippo Ganna \| Włochy \| Ineos Grenadiers \| + 17" \| \| 8. \| Benjamin Thomas \| Francja \| Cofidis \| + 17" \| \| 9. \| Greg Van Avermaet \| Belgia \| AG2R Citroën Team \| + 17" \| \| 10. \| Toms Skujiņš \| Łotwa \| Trek-Segafredo \| + 21" \| |                      |                 |                       |            |
| |                      |                 |                       |            |
| Źródło: ProCyclingStats |                      |                 |                       |            |
| Klasyfikacja generalna |                      |                 |                       |            |
| Kolarz | Kolarz               | Państwo         | Drużyna               | Czas       |
| 1. | Mads Pedersen        | Dania           | Trek-Segafredo        | 3h 32' 37" |
| 2. | Hugo Hofstetter      | Francja         | Arkéa-Samsic          | + 5"       |
| 3. | Edvald Boasson Hagen | Norwegia        | TotalEnergies         | + 7"       |
| 4. | Alberto Bettiol      | Włochy          | EF Education-EasyPost | + 11"      |
| 5. | Mathieu Burgaudeau   | Francja         | TotalEnergies         | + 11"      |
| 6. | Christopher Lawless  | Wielka Brytania | TotalEnergies         | + 14"      |
| 7. | Filippo Ganna        | Włochy          | Ineos Grenadiers      | + 17"      |
| 8. | Benjamin Thomas      | Francja         | Cofidis               | + 17"      |
| 9. | Greg Van Avermaet    | Belgia          | AG2R Citroën Team     | + 17"      |
| 10. | Toms Skujiņš         | Łotwa           | Trek-Segafredo        | + 21"      |

### Etap 2
| Saint-Christol-lès-Alès - Rousson | pagórkowaty | (156,21 km) |

| \| Klasyfikacja etapu \| Klasyfikacja etapu \| Klasyfikacja etapu \| Klasyfikacja etapu \| Klasyfikacja etapu \| \| Kolarz \| Kolarz \| Państwo \| Drużyna \| Czas \| \| ------------------ \| -------------------------- \| ------------------ \| ------------------------- \| ------------------ \| \| 1. \| Bryan Coquard \| Francja \| Cofidis \| 3h 41' 46" \| \| 2. \| Mads Pedersen \| Dania \| Trek-Segafredo \| + 0" \| \| 3. \| Tobias Halland Johannessen \| Norwegia \| Uno-X Pro Cycling Team \| + 0" \| \| 4. \| Mathieu Burgaudeau \| Francja \| TotalEnergies \| + 0" \| \| 5. \| Alberto Bettiol \| Włochy \| EF Education-EasyPost \| + 4" \| \| 6. \| Benjamin Thomas \| Francja \| Cofidis \| + 6" \| \| 7. \| Connor Swift \| Wielka Brytania \| Arkéa-Samsic \| + 6" \| \| 8. \| Milan Menten \| Belgia \| Bingoal Pauwels Sauces WB \| + 6" \| \| 9. \| Clément Champoussin \| Francja \| AG2R Citroën Team \| + 6" \| \| 10. \| Pierre Latour \| Francja \| TotalEnergies \| + 6" \| |                            |                 |                           |            |
| |                            |                 |                           |            |
| Źródło: ProCyclingStats |                            |                 |                           |            |
| Klasyfikacja etapu |                            |                 |                           |            |
| Kolarz | Kolarz                     | Państwo         | Drużyna                   | Czas       |
| 1. | Bryan Coquard              | Francja         | Cofidis                   | 3h 41' 46" |
| 2. | Mads Pedersen              | Dania           | Trek-Segafredo            | + 0"       |
| 3. | Tobias Halland Johannessen | Norwegia        | Uno-X Pro Cycling Team    | + 0"       |
| 4. | Mathieu Burgaudeau         | Francja         | TotalEnergies             | + 0"       |
| 5. | Alberto Bettiol            | Włochy          | EF Education-EasyPost     | + 4"       |
| 6. | Benjamin Thomas            | Francja         | Cofidis                   | + 6"       |
| 7. | Connor Swift               | Wielka Brytania | Arkéa-Samsic              | + 6"       |
| 8. | Milan Menten               | Belgia          | Bingoal Pauwels Sauces WB | + 6"       |
| 9. | Clément Champoussin        | Francja         | AG2R Citroën Team         | + 6"       |
| 10. | Pierre Latour              | Francja         | TotalEnergies             | + 6"       |

| \| Klasyfikacja generalna \| Klasyfikacja generalna \| Klasyfikacja generalna \| Klasyfikacja generalna \| Klasyfikacja generalna \| \| Kolarz \| Kolarz \| Państwo \| Drużyna \| Czas \| \| ---------------------- \| ---------------------- \| ---------------------- \| ---------------------- \| ---------------------- \| \| 1. \| Mads Pedersen \| Dania \| Trek-Segafredo \| 7h 14' 17" \| \| 2. \| Mathieu Burgaudeau \| Francja \| TotalEnergies \| + 17" \| \| 3. \| Alberto Bettiol \| Włochy \| EF Education-EasyPost \| + 21" \| \| 4. \| Benjamin Thomas \| Francja \| Cofidis \| + 29" \| \| 5. \| Connor Swift \| Wielka Brytania \| Arkéa-Samsic \| + 35" \| \| 6. \| Edvald Boasson Hagen \| Norwegia \| TotalEnergies \| + 35" \| \| 7. \| Pierre Latour \| Francja \| TotalEnergies \| + 40" \| \| 8. \| Toms Skujiņš \| Łotwa \| Trek-Segafredo \| + 44" \| \| 9. \| Bryan Coquard \| Francja \| Cofidis \| + 47" \| \| 10. \| Richard Carapaz \| Ekwador \| Ineos Grenadiers \| + 51" \| |                      |                 |                       |            |
| |                      |                 |                       |            |
| Źródło: ProCyclingStats |                      |                 |                       |            |
| Klasyfikacja generalna |                      |                 |                       |            |
| Kolarz | Kolarz               | Państwo         | Drużyna               | Czas       |
| 1. | Mads Pedersen        | Dania           | Trek-Segafredo        | 7h 14' 17" |
| 2. | Mathieu Burgaudeau   | Francja         | TotalEnergies         | + 17"      |
| 3. | Alberto Bettiol      | Włochy          | EF Education-EasyPost | + 21"      |
| 4. | Benjamin Thomas      | Francja         | Cofidis               | + 29"      |
| 5. | Connor Swift         | Wielka Brytania | Arkéa-Samsic          | + 35"      |
| 6. | Edvald Boasson Hagen | Norwegia        | TotalEnergies         | + 35"      |
| 7. | Pierre Latour        | Francja         | TotalEnergies         | + 40"      |
| 8. | Toms Skujiņš         | Łotwa           | Trek-Segafredo        | + 44"      |
| 9. | Bryan Coquard        | Francja         | Cofidis               | + 47"      |
| 10. | Richard Carapaz      | Ekwador         | Ineos Grenadiers      | + 51"      |

### Etap 3
| Bessèges - Bessèges | pagórkowaty | (155,65 km) |

| \| Klasyfikacja etapu \| Klasyfikacja etapu \| Klasyfikacja etapu \| Klasyfikacja etapu \| Klasyfikacja etapu \| \| Kolarz \| Kolarz \| Państwo \| Drużyna \| Czas \| \| ------------------ \| -------------------------- \| ------------------ \| ---------------------------------- \| ------------------ \| \| 1. \| Benjamin Thomas \| Francja \| Cofidis \| 1h 49' 31" \| \| 2. \| Alberto Bettiol \| Włochy \| EF Education-EasyPost \| + 9" \| \| 3. \| Tobias Halland Johannessen \| Norwegia \| Uno-X Pro Cycling Team \| + 9" \| \| 4. \| Rasmus Tiller \| Norwegia \| Uno-X Pro Cycling Team \| + 15" \| \| 5. \| Bryan Coquard \| Francja \| Cofidis \| + 15" \| \| 6. \| Edvald Boasson Hagen \| Norwegia \| TotalEnergies \| + 15" \| \| 7. \| Hugo Hofstetter \| Francja \| Arkéa-Samsic \| + 15" \| \| 8. \| Clément Champoussin \| Francja \| AG2R Citroën Team \| + 15" \| \| 9. \| Diego Ulissi \| Włochy \| UAE Team Emirates \| + 15" \| \| 10. \| Georg Zimmermann \| Niemcy \| Intermarché-Wanty-Gobert Matériaux \| + 15" \| |                            |          |                                    |            |
| |                            |          |                                    |            |
| Źródło: ProCyclingStats |                            |          |                                    |            |
| Klasyfikacja etapu |                            |          |                                    |            |
| Kolarz | Kolarz                     | Państwo  | Drużyna                            | Czas       |
| 1. | Benjamin Thomas            | Francja  | Cofidis                            | 1h 49' 31" |
| 2. | Alberto Bettiol            | Włochy   | EF Education-EasyPost              | + 9"       |
| 3. | Tobias Halland Johannessen | Norwegia | Uno-X Pro Cycling Team             | + 9"       |
| 4. | Rasmus Tiller              | Norwegia | Uno-X Pro Cycling Team             | + 15"      |
| 5. | Bryan Coquard              | Francja  | Cofidis                            | + 15"      |
| 6. | Edvald Boasson Hagen       | Norwegia | TotalEnergies                      | + 15"      |
| 7. | Hugo Hofstetter            | Francja  | Arkéa-Samsic                       | + 15"      |
| 8. | Clément Champoussin        | Francja  | AG2R Citroën Team                  | + 15"      |
| 9. | Diego Ulissi               | Włochy   | UAE Team Emirates                  | + 15"      |
| 10. | Georg Zimmermann           | Niemcy   | Intermarché-Wanty-Gobert Matériaux | + 15"      |

| \| Klasyfikacja generalna \| Klasyfikacja generalna \| Klasyfikacja generalna \| Klasyfikacja generalna \| Klasyfikacja generalna \| \| Kolarz \| Kolarz \| Państwo \| Drużyna \| Czas \| \| ---------------------- \| -------------------------- \| ---------------------- \| ---------------------- \| ---------------------- \| \| 1. \| Benjamin Thomas \| Francja \| Cofidis \| 10h 53' 05" \| \| 2. \| Alberto Bettiol \| Włochy \| EF Education-EasyPost \| + 7" \| \| 3. \| Mathieu Burgaudeau \| Francja \| TotalEnergies \| + 15" \| \| 4. \| Connor Swift \| Wielka Brytania \| Arkéa-Samsic \| + 31" \| \| 5. \| Edvald Boasson Hagen \| Norwegia \| TotalEnergies \| + 33" \| \| 6. \| Pierre Latour \| Francja \| TotalEnergies \| + 36" \| \| 7. \| Tobias Halland Johannessen \| Norwegia \| Uno-X Pro Cycling Team \| + 41" \| \| 8. \| Toms Skujiņš \| Łotwa \| Trek-Segafredo \| + 42" \| \| 9. \| Bryan Coquard \| Francja \| Cofidis \| + 45" \| \| 10. \| Mads Pedersen \| Dania \| Trek-Segafredo \| + 51" \| |                            |                 |                        |             |
| |                            |                 |                        |             |
| Źródło: ProCyclingStats |                            |                 |                        |             |
| Klasyfikacja generalna |                            |                 |                        |             |
| Kolarz | Kolarz                     | Państwo         | Drużyna                | Czas        |
| 1. | Benjamin Thomas            | Francja         | Cofidis                | 10h 53' 05" |
| 2. | Alberto Bettiol            | Włochy          | EF Education-EasyPost  | + 7"        |
| 3. | Mathieu Burgaudeau         | Francja         | TotalEnergies          | + 15"       |
| 4. | Connor Swift               | Wielka Brytania | Arkéa-Samsic           | + 31"       |
| 5. | Edvald Boasson Hagen       | Norwegia        | TotalEnergies          | + 33"       |
| 6. | Pierre Latour              | Francja         | TotalEnergies          | + 36"       |
| 7. | Tobias Halland Johannessen | Norwegia        | Uno-X Pro Cycling Team | + 41"       |
| 8. | Toms Skujiņš               | Łotwa           | Trek-Segafredo         | + 42"       |
| 9. | Bryan Coquard              | Francja         | Cofidis                | + 45"       |
| 10. | Mads Pedersen              | Dania           | Trek-Segafredo         | + 51"       |

### Etap 4
| Saint-Hilaire-de-Brethmas - Mont Bouquet | pagórkowaty | (145,41 km) |

| \| Klasyfikacja etapu \| Klasyfikacja etapu \| Klasyfikacja etapu \| Klasyfikacja etapu \| Klasyfikacja etapu \| \| Kolarz \| Kolarz \| Państwo \| Drużyna \| Czas \| \| ------------------ \| -------------------------- \| ------------------ \| ---------------------- \| ------------------ \| \| 1. \| Tobias Halland Johannessen \| Norwegia \| Uno-X Pro Cycling Team \| 3h 30' 22" \| \| 2. \| Jay Vine \| Australia \| Alpecin-Fenix \| + 0" \| \| 3. \| Antonio Tiberi \| Włochy \| Trek-Segafredo \| + 0" \| \| 4. \| Clément Champoussin \| Francja \| AG2R Citroën Team \| + 0" \| \| 5. \| Pierre Latour \| Francja \| TotalEnergies \| + 12" \| \| 6. \| Diego Ulissi \| Włochy \| UAE Team Emirates \| + 20" \| \| 7. \| Bauke Mollema \| Holandia \| Trek-Segafredo \| + 20" \| \| 8. \| Alessandro Verre \| Włochy \| Arkéa-Samsic \| + 21" \| \| 9. \| Sébastien Reichenbach \| Szwajcaria \| Groupama-FDJ \| + 21" \| \| 10. \| Alberto Bettiol \| Włochy \| EF Education-EasyPost \| + 23" \| |                            |            |                        |            |
| |                            |            |                        |            |
| Źródło: ProCyclingStats |                            |            |                        |            |
| Klasyfikacja etapu |                            |            |                        |            |
| Kolarz | Kolarz                     | Państwo    | Drużyna                | Czas       |
| 1. | Tobias Halland Johannessen | Norwegia   | Uno-X Pro Cycling Team | 3h 30' 22" |
| 2. | Jay Vine                   | Australia  | Alpecin-Fenix          | + 0"       |
| 3. | Antonio Tiberi             | Włochy     | Trek-Segafredo         | + 0"       |
| 4. | Clément Champoussin        | Francja    | AG2R Citroën Team      | + 0"       |
| 5. | Pierre Latour              | Francja    | TotalEnergies          | + 12"      |
| 6. | Diego Ulissi               | Włochy     | UAE Team Emirates      | + 20"      |
| 7. | Bauke Mollema              | Holandia   | Trek-Segafredo         | + 20"      |
| 8. | Alessandro Verre           | Włochy     | Arkéa-Samsic           | + 21"      |
| 9. | Sébastien Reichenbach      | Szwajcaria | Groupama-FDJ           | + 21"      |
| 10. | Alberto Bettiol            | Włochy     | EF Education-EasyPost  | + 23"      |

| \| Klasyfikacja generalna \| Klasyfikacja generalna \| Klasyfikacja generalna \| Klasyfikacja generalna \| Klasyfikacja generalna \| \| Kolarz \| Kolarz \| Państwo \| Drużyna \| Czas \| \| ---------------------- \| -------------------------- \| ---------------------- \| ---------------------- \| ---------------------- \| \| 1. \| Benjamin Thomas \| Francja \| Cofidis \| 14h 23' 50" \| \| 2. \| Alberto Bettiol \| Włochy \| EF Education-EasyPost \| + 7" \| \| 3. \| Tobias Halland Johannessen \| Norwegia \| Uno-X Pro Cycling Team \| + 8" \| \| 4. \| Pierre Latour \| Francja \| TotalEnergies \| + 25" \| \| 5. \| Mathieu Burgaudeau \| Francja \| TotalEnergies \| + 26" \| \| 6. \| Connor Swift \| Wielka Brytania \| Arkéa-Samsic \| + 56" \| \| 7. \| Diego Ulissi \| Włochy \| UAE Team Emirates \| + 56" \| \| 8. \| Toms Skujiņš \| Łotwa \| Trek-Segafredo \| + 1' 13" \| \| 9. \| Thibault Guernalec \| Francja \| Arkéa-Samsic \| + 1' 14" \| \| 10. \| Quentin Pacher \| Francja \| Groupama-FDJ \| + 1' 16" \| |                            |                 |                        |             |
| |                            |                 |                        |             |
| Źródło: ProCyclingStats |                            |                 |                        |             |
| Klasyfikacja generalna |                            |                 |                        |             |
| Kolarz | Kolarz                     | Państwo         | Drużyna                | Czas        |
| 1. | Benjamin Thomas            | Francja         | Cofidis                | 14h 23' 50" |
| 2. | Alberto Bettiol            | Włochy          | EF Education-EasyPost  | + 7"        |
| 3. | Tobias Halland Johannessen | Norwegia        | Uno-X Pro Cycling Team | + 8"        |
| 4. | Pierre Latour              | Francja         | TotalEnergies          | + 25"       |
| 5. | Mathieu Burgaudeau         | Francja         | TotalEnergies          | + 26"       |
| 6. | Connor Swift               | Wielka Brytania | Arkéa-Samsic           | + 56"       |
| 7. | Diego Ulissi               | Włochy          | UAE Team Emirates      | + 56"       |
| 8. | Toms Skujiņš               | Łotwa           | Trek-Segafredo         | + 1' 13"    |
| 9. | Thibault Guernalec         | Francja         | Arkéa-Samsic           | + 1' 14"    |
| 10. | Quentin Pacher             | Francja         | Groupama-FDJ           | + 1' 16"    |

### Etap 5
| Alès - Alès | jazda indywidualna na czas | (10,63 km) |

| \| Klasyfikacja etapu \| Klasyfikacja etapu \| Klasyfikacja etapu \| Klasyfikacja etapu \| Klasyfikacja etapu \| \| Kolarz \| Kolarz \| Państwo \| Drużyna \| Czas \| \| ------------------ \| ------------------ \| ------------------ \| --------------------- \| ------------------ \| \| 1. \| Filippo Ganna \| Włochy \| Ineos Grenadiers \| 15' 32" \| \| 2. \| Mads Pedersen \| Dania \| Trek-Segafredo \| + 7" \| \| 3. \| Benjamin Thomas \| Francja \| Cofidis \| + 10" \| \| 4. \| Bauke Mollema \| Holandia \| Trek-Segafredo \| + 11" \| \| 5. \| Thibault Guernalec \| Francja \| Arkéa-Samsic \| + 18" \| \| 6. \| Alberto Bettiol \| Włochy \| EF Education-EasyPost \| + 19" \| \| 7. \| Pierre Latour \| Francja \| TotalEnergies \| + 19" \| \| 8. \| Jay Vine \| Australia \| Alpecin-Fenix \| + 22" \| \| 9. \| Diego Ulissi \| Włochy \| UAE Team Emirates \| + 23" \| \| 10. \| Antonio Tiberi \| Włochy \| Trek-Segafredo \| + 23" \| |                    |           |                       |         |
| |                    |           |                       |         |
| Źródło: ProCyclingStats |                    |           |                       |         |
| Klasyfikacja etapu |                    |           |                       |         |
| Kolarz | Kolarz             | Państwo   | Drużyna               | Czas    |
| 1. | Filippo Ganna      | Włochy    | Ineos Grenadiers      | 15' 32" |
| 2. | Mads Pedersen      | Dania     | Trek-Segafredo        | + 7"    |
| 3. | Benjamin Thomas    | Francja   | Cofidis               | + 10"   |
| 4. | Bauke Mollema      | Holandia  | Trek-Segafredo        | + 11"   |
| 5. | Thibault Guernalec | Francja   | Arkéa-Samsic          | + 18"   |
| 6. | Alberto Bettiol    | Włochy    | EF Education-EasyPost | + 19"   |
| 7. | Pierre Latour      | Francja   | TotalEnergies         | + 19"   |
| 8. | Jay Vine           | Australia | Alpecin-Fenix         | + 22"   |
| 9. | Diego Ulissi       | Włochy    | UAE Team Emirates     | + 23"   |
| 10. | Antonio Tiberi     | Włochy    | Trek-Segafredo        | + 23"   |

## Klasyfikacje

### Klasyfikacja generalna
| \| Klasyfikacja generalna \| Klasyfikacja generalna \| Klasyfikacja generalna \| Klasyfikacja generalna \| Klasyfikacja generalna \| \| Kolarz \| Kolarz \| Państwo \| Drużyna \| Czas \| \| ---------------------- \| -------------------------- \| ---------------------- \| ---------------------- \| ---------------------- \| \| 1. \| Benjamin Thomas \| Francja \| Cofidis \| 14h 39' 32" \| \| 2. \| Alberto Bettiol \| Włochy \| EF Education-EasyPost \| + 16" \| \| 3. \| Tobias Halland Johannessen \| Norwegia \| Uno-X Pro Cycling Team \| + 32" \| \| 4. \| Pierre Latour \| Francja \| TotalEnergies \| + 34" \| \| 5. \| Mathieu Burgaudeau \| Francja \| TotalEnergies \| + 1' 02" \| \| 6. \| Diego Ulissi \| Włochy \| UAE Team Emirates \| + 1' 09" \| \| 7. \| Connor Swift \| Wielka Brytania \| Arkéa-Samsic \| + 1' 13" \| \| 8. \| Thibault Guernalec \| Francja \| Arkéa-Samsic \| + 1' 22" \| \| 9. \| Toms Skujiņš \| Łotwa \| Trek-Segafredo \| + 1' 48" \| \| 10. \| Quentin Pacher \| Francja \| Groupama-FDJ \| + 1' 56" \| |                            |                 |                        |             |
| |                            |                 |                        |             |
| Źródło: ProCyclingStats |                            |                 |                        |             |
| Klasyfikacja generalna |                            |                 |                        |             |
| Kolarz | Kolarz                     | Państwo         | Drużyna                | Czas        |
| 1. | Benjamin Thomas            | Francja         | Cofidis                | 14h 39' 32" |
| 2. | Alberto Bettiol            | Włochy          | EF Education-EasyPost  | + 16"       |
| 3. | Tobias Halland Johannessen | Norwegia        | Uno-X Pro Cycling Team | + 32"       |
| 4. | Pierre Latour              | Francja         | TotalEnergies          | + 34"       |
| 5. | Mathieu Burgaudeau         | Francja         | TotalEnergies          | + 1' 02"    |
| 6. | Diego Ulissi               | Włochy          | UAE Team Emirates      | + 1' 09"    |
| 7. | Connor Swift               | Wielka Brytania | Arkéa-Samsic           | + 1' 13"    |
| 8. | Thibault Guernalec         | Francja         | Arkéa-Samsic           | + 1' 22"    |
| 9. | Toms Skujiņš               | Łotwa           | Trek-Segafredo         | + 1' 48"    |
| 10. | Quentin Pacher             | Francja         | Groupama-FDJ           | + 1' 56"    |

| Klasyfikacja punktowa | Klasyfikacja punktowa      | Klasyfikacja punktowa | Klasyfikacja punktowa  | Klasyfikacja punktowa |
| Kolarz                | Kolarz                     | Państwo               | Drużyna                | Punkty                |
| --------------------- | -------------------------- | --------------------- | ---------------------- | --------------------- |
| 1.                    | Mads Pedersen              | Dania                 | Trek-Segafredo         | 65 pkt                |
| 2.                    | Benjamin Thomas            | Francja               | Cofidis                | 64 pkt                |
| 3.                    | Alberto Bettiol            | Włochy                | EF Education-EasyPost  | 62 pkt                |
| 4.                    | Tobias Halland Johannessen | Norwegia              | Uno-X Pro Cycling Team | 58 pkt                |
| 5.                    | Bryan Coquard              | Francja               | Cofidis                | 37 pkt                |
| 6.                    | Pierre Latour              | Francja               | TotalEnergies          | 36 pkt                |
| 7.                    | Filippo Ganna              | Włochy                | Ineos Grenadiers       | 34 pkt                |
| 8.                    | Clément Champoussin        | Francja               | AG2R Citroën Team      | 34 pkt                |
| 9.                    | Jay Vine                   | Australia             | Alpecin-Fenix          | 31 pkt                |
| 10.                   | Hugo Hofstetter            | Francja               | Arkéa-Samsic           | 29 pkt                |

| Klasyfikacja punktowa | Klasyfikacja punktowa      | Klasyfikacja punktowa | Klasyfikacja punktowa  | Klasyfikacja punktowa |
| Kolarz                | Kolarz                     | Państwo               | Drużyna                | Punkty                |
| --------------------- | -------------------------- | --------------------- | ---------------------- | --------------------- |
| 1.                    | Mads Pedersen              | Dania                 | Trek-Segafredo         | 65 pkt                |
| 2.                    | Benjamin Thomas            | Francja               | Cofidis                | 64 pkt                |
| 3.                    | Alberto Bettiol            | Włochy                | EF Education-EasyPost  | 62 pkt                |
| 4.                    | Tobias Halland Johannessen | Norwegia              | Uno-X Pro Cycling Team | 58 pkt                |
| 5.                    | Bryan Coquard              | Francja               | Cofidis                | 37 pkt                |
| 6.                    | Pierre Latour              | Francja               | TotalEnergies          | 36 pkt                |
| 7.                    | Filippo Ganna              | Włochy                | Ineos Grenadiers       | 34 pkt                |
| 8.                    | Clément Champoussin        | Francja               | AG2R Citroën Team      | 34 pkt                |
| 9.                    | Jay Vine                   | Australia             | Alpecin-Fenix          | 31 pkt                |
| 10.                   | Hugo Hofstetter            | Francja               | Arkéa-Samsic           | 29 pkt                |

| Klasyfikacja górska | Klasyfikacja górska        | Klasyfikacja górska | Klasyfikacja górska                | Klasyfikacja górska |
| Kolarz              | Kolarz                     | Państwo             | Drużyna                            | Punkty              |
| ------------------- | -------------------------- | ------------------- | ---------------------------------- | ------------------- |
| 1.                  | Jay Vine                   | Australia           | Alpecin-Fenix                      | 18 pkt              |
| 2.                  | Jérémy Cabot               | Francja             | TotalEnergies                      | 18 pkt              |
| 3.                  | Tobias Halland Johannessen | Norwegia            | Uno-X Pro Cycling Team             | 14 pkt              |
| 4.                  | Magnus Sheffield           | Stany Zjednoczone   | Ineos Grenadiers                   | 14 pkt              |
| 5.                  | Antonio Tiberi             | Włochy              | Trek-Segafredo                     | 14 pkt              |
| 6.                  | Bruno Armirail             | Francja             | Groupama-FDJ                       | 12 pkt              |
| 7.                  | Samuele Zoccarato          | Włochy              | Bardiani CSF Faizanè               | 12 pkt              |
| 8.                  | Georg Zimmermann           | Niemcy              | Intermarché-Wanty-Gobert Matériaux | 8 pkt               |
| 9.                  | Martí Márquez              | Hiszpania           | Equipo Kern Pharma                 | 8 pkt               |
| 10.                 | Alexis Gougeard            | Francja             | B&B Hotels-KTM                     | 7 pkt               |

| Klasyfikacja górska | Klasyfikacja górska        | Klasyfikacja górska | Klasyfikacja górska                | Klasyfikacja górska |
| Kolarz              | Kolarz                     | Państwo             | Drużyna                            | Punkty              |
| ------------------- | -------------------------- | ------------------- | ---------------------------------- | ------------------- |
| 1.                  | Jay Vine                   | Australia           | Alpecin-Fenix                      | 18 pkt              |
| 2.                  | Jérémy Cabot               | Francja             | TotalEnergies                      | 18 pkt              |
| 3.                  | Tobias Halland Johannessen | Norwegia            | Uno-X Pro Cycling Team             | 14 pkt              |
| 4.                  | Magnus Sheffield           | Stany Zjednoczone   | Ineos Grenadiers                   | 14 pkt              |
| 5.                  | Antonio Tiberi             | Włochy              | Trek-Segafredo                     | 14 pkt              |
| 6.                  | Bruno Armirail             | Francja             | Groupama-FDJ                       | 12 pkt              |
| 7.                  | Samuele Zoccarato          | Włochy              | Bardiani CSF Faizanè               | 12 pkt              |
| 8.                  | Georg Zimmermann           | Niemcy              | Intermarché-Wanty-Gobert Matériaux | 8 pkt               |
| 9.                  | Martí Márquez              | Hiszpania           | Equipo Kern Pharma                 | 8 pkt               |
| 10.                 | Alexis Gougeard            | Francja             | B&B Hotels-KTM                     | 7 pkt               |

| Klasyfikacja młodzieżowa | Klasyfikacja młodzieżowa   | Klasyfikacja młodzieżowa | Klasyfikacja młodzieżowa | Klasyfikacja młodzieżowa |
| Kolarz                   | Kolarz                     | Państwo                  | Drużyna                  | Czas                     |
| ------------------------ | -------------------------- | ------------------------ | ------------------------ | ------------------------ |
| 1.                       | Tobias Halland Johannessen | Norwegia                 | Uno-X Pro Cycling Team   | 14h 40' 04"              |
| 2.                       | Pau Miquel                 | Hiszpania                | Equipo Kern Pharma       | + 5' 02"                 |
| 3.                       | Louis Barré                | Francja                  | Team U Nantes Atlantique | + 5' 49"                 |
| 4.                       | Paul Lapeira               | Francja                  | AG2R Citroën Team        | + 5' 56"                 |
| 5.                       | Matis Louvel               | Francja                  | Arkéa-Samsic             | + 6' 14"                 |
| 6.                       | Daniel Méndez Noreña       | Kolumbia                 | Equipo Kern Pharma       | + 6' 40"                 |
| 7.                       | Magnus Sheffield           | Stany Zjednoczone        | Ineos Grenadiers         | + 6' 49"                 |
| 8.                       | Corbin Strong              | Nowa Zelandia            | Israel-Premier Tech      | + 7' 12"                 |
| 9.                       | Arne Marit                 | Belgia                   | Sport Vlaanderen-Baloise | + 9' 36"                 |
| 10.                      | Antonio Tiberi             | Włochy                   | Trek-Segafredo           | + 10' 15"                |

| Klasyfikacja młodzieżowa | Klasyfikacja młodzieżowa   | Klasyfikacja młodzieżowa | Klasyfikacja młodzieżowa | Klasyfikacja młodzieżowa |
| Kolarz                   | Kolarz                     | Państwo                  | Drużyna                  | Czas                     |
| ------------------------ | -------------------------- | ------------------------ | ------------------------ | ------------------------ |
| 1.                       | Tobias Halland Johannessen | Norwegia                 | Uno-X Pro Cycling Team   | 14h 40' 04"              |
| 2.                       | Pau Miquel                 | Hiszpania                | Equipo Kern Pharma       | + 5' 02"                 |
| 3.                       | Louis Barré                | Francja                  | Team U Nantes Atlantique | + 5' 49"                 |
| 4.                       | Paul Lapeira               | Francja                  | AG2R Citroën Team        | + 5' 56"                 |
| 5.                       | Matis Louvel               | Francja                  | Arkéa-Samsic             | + 6' 14"                 |
| 6.                       | Daniel Méndez Noreña       | Kolumbia                 | Equipo Kern Pharma       | + 6' 40"                 |
| 7.                       | Magnus Sheffield           | Stany Zjednoczone        | Ineos Grenadiers         | + 6' 49"                 |
| 8.                       | Corbin Strong              | Nowa Zelandia            | Israel-Premier Tech      | + 7' 12"                 |
| 9.                       | Arne Marit                 | Belgia                   | Sport Vlaanderen-Baloise | + 9' 36"                 |
| 10.                      | Antonio Tiberi             | Włochy                   | Trek-Segafredo           | + 10' 15"                |

| Klasyfikacja drużynowa | Klasyfikacja drużynowa | Klasyfikacja drużynowa | Klasyfikacja drużynowa |
| Drużyna                | Drużyna                | Państwo                | Czas                   |
| ---------------------- | ---------------------- | ---------------------- | ---------------------- |
| 1.                     | TotalEnergies          | Francja                | 44h 02' 28"            |
| 2.                     | Trek-Segafredo         | Stany Zjednoczone      | + 13"                  |
| 3.                     | Cofidis                | Francja                | + 1' 02"               |
| 4.                     | Arkéa-Samsic           | Francja                | + 1' 02"               |
| 5.                     | Groupama-FDJ           | Francja                | + 1' 33"               |

| Klasyfikacja drużynowa | Klasyfikacja drużynowa | Klasyfikacja drużynowa | Klasyfikacja drużynowa |
| Drużyna                | Drużyna                | Państwo                | Czas                   |
| ---------------------- | ---------------------- | ---------------------- | ---------------------- |
| 1.                     | TotalEnergies          | Francja                | 44h 02' 28"            |
| 2.                     | Trek-Segafredo         | Stany Zjednoczone      | + 13"                  |
| 3.                     | Cofidis                | Francja                | + 1' 02"               |
| 4.                     | Arkéa-Samsic           | Francja                | + 1' 02"               |
| 5.                     | Groupama-FDJ           | Francja                | + 1' 33"               |

### Liderzy klasyfikacji
| Etap   |                            | Pierwsze miejsce _         | Klasyfikacja generalna | Punktowa                   | Górska         | Młodzieżowa                | Drużynowa _   |
| ------ | -------------------------- | -------------------------- | ---------------------- | -------------------------- | -------------- | -------------------------- | ------------- |
| 1      | płaski                     | Mads Pedersen              | Mads Pedersen          | Mads Pedersen              | Matis Louvel   | Arne Marit                 | TotalEnergies |
| 2      | pagórkowaty                | Bryan Coquard              | Mads Pedersen          | Mads Pedersen              | Martí Márquez  | Tobias Halland Johannessen | TotalEnergies |
| 3      | pagórkowaty                | Benjamin Thomas            | Benjamin Thomas        | Alberto Bettiol            | Bruno Armirail | Tobias Halland Johannessen | TotalEnergies |
| 4      | pagórkowaty                | Tobias Halland Johannessen | Benjamin Thomas        | Tobias Halland Johannessen | Jérémy Cabot   | Tobias Halland Johannessen | TotalEnergies |
| 5      | jazda indywidualna na czas | Filippo Ganna              | Benjamin Thomas        | Mads Pedersen              | Jay Vine       | Tobias Halland Johannessen | TotalEnergies |
| Koniec | Koniec                     |                            | Benjamin Thomas        | Mads Pedersen              | Jay Vine       | Tobias Halland Johannessen | TotalEnergies |